# Fernand Marie Joseph Antoine Lavit
Fernand Marie Joseph Antoine Lavit, né le 19 novembre 1872  à Florensac (Hérault) et mort à Paris le 26 décembre 1955 , est un polytechnicien, officier d'artillerie de marine et administrateur colonial français.

## Biographie
Fernand Marie Joseph Antoine Lavit, né le 19 novembre 1872 à Florensac, est le fils de François Cirice Saint-Alban et de Albanie Rosalie Jeanne Albouy, et le petit fils-d'un couple d'instituteurs.

### Carrière militaire
En 1892, conformément à la loi en vigueur, Lavit « se fait recenser » à ses vingt ans révolus et l'année suivante, le tirage au sort rassemble en janvier-février à Florensac, chef-lieu de canton, tous les jeunes hommes de la même classe recensés dans les communes du canton. Lavit est reconnu bon pour le service et le no 37 qu'il tire et qui sert à déterminer l'arme d'affectation le place dans la 1re partie et 1re portion de la liste du recrutement cantonal. Il se voit attribuer également un degré d'instruction générale égal à cinq qui correspond aux bacheliers ès lettres et aux bacheliers ès sciences. 
Lavit poursuit en effet ses études et prépare le concours de l'École polytechnique. Il atteint ses vingt-et-un ans le 19 novembre 1893 et est alors dirigé le même jour comme sapeur mineur au 2e régiment du génie à Montpellier pour effectuer son service militaire de trois ans. À l'échéance de la première année, il ne peut bénéficier des dispositions de l'article 23 de la loi du 15 juillet 1889 sur le recrutement de l'armée qui lui auraient permis d'obtenir une dispense et d'être envoyé dans ses foyers.
Lavit continue cependant à entretenir ses connaissances pour se présenter au concours de l'École polytechnique où il est reçu en 1896 à vingt-quatre ans en tant que « candidat dit militaire ». Ces candidats, engagés dans l’armée, sont autorisés à se présenter au concours jusqu’à l’âge de vingt-cinq ans s’ils renoncent à tout emploi dans les services civils. L'armée le met en congé le 22 septembre 1896 avant l'échéance du 19 novembre, et le 14 octobre 1896 Lavit signe en tant qu'élève à la Mairie du 5e arrondissement de Paris un engagement de trois ans à compter du 1er octobre 1896 pour l'arme de l'artillerie.
Il est affecté à sa sortie en 1898 comme sous-lieutenant à l'artillerie de marine. Après deux ans à l'école d'application de l'artillerie et du génie de Fontainebleau, il est nommé lieutenant au 1er régiment d'artillerie de marine. Envoyé à Madagascar le 25 juillet 1901, il est de retour en 14 août 1903 et est envoyé au Tonkin l'année suivante le 22 octobre 1904 (hors cadre (hors cadre aux travaux publics) où il rencontre sa première épouse avant de rentrer en France le 17 août 1909, un an après son mariage. Il a étudié de 1904 à 1909 en Annam, au Laos et au Cambodge un projet de chemin de fer. Pour ces services, le Ministère de la Guerre lui adresse une lettre de félicitations en date du 16 juin 1910. Il est alors nommé en Afrique équatoriale française le 8 mai 1910 où il étudie en 1911 le tracé d'un chemin de fer pour désenclaver Brazzaville. Il revient le 9 septembre 1911.
Lavit est nommé en 1912 capitaine. 
Il est mobilisé en 1914 comme chef d'escadron d'artillerie coloniale. Il fait campagne au Cameroun, avant d'aller sur le front en France dans les années 1916-1917.
Il met alors un terme à une carrière militaire qui aura duré dix-neuf ans (service militaire compris) pour entrer dans l'administration coloniale.

### Carrière civile
Lavit est nommé en 1913 administrateur des colonies de 1re classe. Gouverneur de Guinée en 1919, il est ensuite lieutenant gouverneur du Tchad de 1920 jusqu'en 1923, premier civil occupant cette fonction, avant de devenir directeur des finances. L'année 1929 il part pour le Protectorat du royaume du Cambodge où il devient résident supérieur jusqu'en 1932. Il prend sa retraite en 1933 avec une nomination au grade de commandeur dans l'ordre de la Légion d'honneur. En 1934 il est secrétaire général de l'Association cotonnière coloniale et occupe des postes d'administrateur dans diverses sociétés liées à la Banque Worms.

### Vie privée
Lavit se marie en 1908 au Viet-Nam avec Berthe Champoudry, fille de Paul Champoudry premier maire de Đà Lạt et ancien maire de Paris (1894 - 1895). Devenu veuf en 1945, Fernand Lavit épouse en 1948 en secondes noces Elina Olivier dont il divorce en 1954. Il meurt le 26 décembre 1955  dans le 14e arrondissement de Paris.

### Distinctions
Fernand Lavit est nommé
- chevalier de la légion d'honneur le 11 juillet 1912 ;
- officier de la Légion d'honneur le 12 août 1923 en tant que Gouverneur de 3e classe, Lieutenant-Gouverneur du Tchad ;
- commandeur de la Légion d'honneur le 6 mars 1933 en tant que Gouverneur des colonies[8]